# Syndroom van Guillain-Barré
Het syndroom van Guillain-Barré (GBS) is een aandoening van het zenuwstelsel,  een auto-immuunreactie, die gepaard gaat met toenemende spierzwakte en spierverlamming. GBS is een vorm van polyneuropathie; namelijk de achteruitgang van perifere zenuwen die ver verwijderd zijn van het ruggenmerg. De axonen van de zenuwen degenereren en er vindt  verlies van myeline plaats, de stof die als een isolerende laag om veel zenuwvezels aanwezig is en die de geleiding van impulsen door die zenuwvezels versnelt.
De eigenlijke oorzaak is onbekend, echter er zijn enkele verbanden gevonden. De meest gangbare theorie zegt dat het gaat om een antilichaamreactie tegen antigenen in de myelineschede of in het axon. Deze auto-immuunreactie is in verband gebracht met een  voorafgaande infectie door verschillende virussen of bacteriën. 
Meestal geneest de patiënt na een tijdje vanzelf, maar soms is de aandoening chronisch. In Nederland wordt jaarlijks ongeveer 1,3 op de 100.000 mensen getroffen door GBS.

## Naam
Het syndroom is vernoemd naar Georges Guillain en Jean Alexandre Barré, die er in 1916, samen met André Strohl, voor het eerst de belangrijkste diagnostische kenmerken van gaven.

## Oorzaak
De eigenlijke oorzaak is onbekend, maar er zijn al wel enkele verbanden gelegd.
De meest gangbare theorie zegt dat het gaat om een antilichaamreactie tegen antigenen in de myelineschede of in het axon (demyeliniserende of axonale vorm).  Deze  auto-immuunreactie is in verband gebracht met een  voorafgaande infectie door Campylobacter jejuni / cytomegalovirus / Epstein-Barrvirus (EBV) / Mycoplasma pneumoniae / hiv.
Een zwakker (en dus twijfelachtig) verband vond men tussen een voorafgaande infectie met het varicellazostervirus, het Herpes-simplexvirus, het hepatitis A-, B-, C-, en E-virus, en de bacteriën Haemophilus influenzae en Escherichia coli. In 2016 werd ook een mogelijk verband tussen het  zikavirus en het syndroom genoemd.
De griepprik leidt bij één op de miljoen gevaccineerden tot het syndroom van Guillain-Barré.

## Verschijnselen
Onder andere:
- tintelingen en gevoelsverlies (beginnend in de tenen en vingertoppen; later ook in de benen en armen)
- moeite met lopen
- slikproblemen
- snel toenemende spierzwakte
- ademhalingsproblemen
- verlies van reflexen
- spierverlamming
- in zeldzame gevallen coma

## Typen
Er zijn vier typen GBS:
1. Gemengd motorisch-sensibel type; gevoelsstoornissen en verlammingsverschijnselen. Ongeveer 75% van de GBS-patiënten in Nederland heeft dit type
2. Puur motorisch type; naast wat tintelingen (gevoel) alleen spierverzwakking. Ongeveer 20% van de GBS-patiënten in Nederland heeft dit type
3. Syndroom van Miller-Fisher[7]; spierzwakte begint in de oogleden, waardoor deze laag gaan hangen. Ook kan men moeite hebben met het bewegen van de ogen. De ziekte kan zich uitbreiden naar andere lichaamsdelen, maar dit hoeft niet.
4. Een vorm van GBS waarbij spierzwakte begint in de keel, de tong en het gezicht. Uitbreiding kan plaatsvinden, maar het hoeft niet.

## Diagnose
Om de diagnose syndroom van Guillain-Barré te mogen stellen, moet er voldaan worden aan enkele criteria:
- een snel opkomende spierzwakte of verlamming, in beide lichaamshelften ongeveer evenveel, die meestal van beneden naar boven 'opstijgt'
- gevoelsstoornissen (meestal)
- verlies/vermindering van reflexen
- verhoogd eiwitgehalte in het vocht (liquor) rondom het ruggenmerg
- aanwijzingen die duiden op zenuwveranderingen (gebaseerd op elektromyografie).

Daarnaast is het belangrijk dat andere oorzaken worden uitgesloten alvorens de diagnose GBS te stellen.

## Beloop
GBS uit zich bij verschillende patiënten op verschillende manieren. Het algemene beloop is als volgt:
- De eerste fase: er treden verlammingsverschijnselen en gevoelsstoornissen op. De verschijnselen worden snel erger en bereiken hun maximum na 4 weken. Bij een ernstige vorm van GBS treedt de spierverzwakking ook op in de ademhalingsspieren en de bloedvaten.
- De tweede fase: ook wel plateaufase genoemd. De verschijnselen worden niet erger, maar nemen ook niet af. Deze fase kan één tot vier weken duren, maar soms ook twee tot drie maanden.
- De derde fase: oftewel de herstelfase. Deze periode kan vele maanden tot enkele jaren duren. Het lichaam moet weer wennen aan spieractiviteit, men moet dan ook voorzichtig zijn met sporten tijdens deze periode omdat spieren en pezen overbelast kunnen raken.

Meestal geneest de patiënt vanzelf, met vaak restverschijnselen, maar soms is de aandoening chronisch. Er is dan sprake van chronisch inflammatoire demyeliniserende polyneuropathie oftewel CIDP.

## Behandeling
1. Lichte gevallen genezen meestal zonder medicamenteuze behandeling.
2. Bij ernstigere casussen: toedienen van immunoglobuline gedurende 5 dagen; een eiwit in het bloed dat een rol speelt bij afweerprocessen. De immunoglobulines worden in het begin van de ziekte toegediend om verergering tegen te gaan, maar zijn géén medicijn. Men kan ook plasmaferese toepassen. Dit alles eventueel in associatie met corticosteroïden.
3. Ziekenhuisopname. Goede verpleging en opvang terwijl men afwacht tot de verschijnselen verbeteren.

Intubatie is soms nodig en ook wegens cardiale ritme- en geleidingsproblemen wordt patiënt voor continue monitoring op een intensieve zorgenafdeling opgenomen.
Belangrijk is de verworven mogelijkheden dagelijks te onderhouden, met of zonder hulp van een fysiotherapeut.

## Trivia
- Hoewel indertijd aangenomen werd dat de gedeeltelijke verlamming van Franklin Roosevelt (president van de VS 1933-1945) te wijten was aan polio, lijken de ziektesymptomen eerder op het syndroom van Guillain-Barré.
- De Amerikaanse popzanger Scott McKenzie, overleden op 17 augustus 2012, leed ook aan deze ziekte.
- De Amerikaanse schrijver Joseph Heller doet in zijn boek "No Laughing Matter" verslag van zijn herstel van deze ziekte.
- De Uruguayaanse voetballer en voetbalcoach Oscar Tabárez leed ook aan deze ziekte.
- In juli 2023 kondigde de Peruaanse overheid een noodtoestand aan nadat er een onverklaarbaar hoog aantal mensen de ziekte kregen.[8]